# Хайленд (Калифорния)
Хайленд (англ. Highland) — город в округе Сан-Бернардино в штате Калифорния в Соединённых Штатах Америки.
Согласно данным переписи населения США 2020 года число жителей города 
составляло 56 999 человек, что, для такого небольшого населённого пункта, существенно больше (+ 7.3%), чем было во время предыдущей переписи проводившейся в 2010 году (53 104 человека).

## История
С появлением первых европейцев в 1891 году сообщество имело выраженный сельскохозяйственный уклон. Пришедшая железная дорога послужила катализатором развития фермерских хозяйств, многие из которых выращивали цитрусовые.
В 1987 году сообщество было включено в реестр штата и Хайленд официально получил статус города.
В 1980-х население города заметно уменьшилось (− 13,9%), но в следующее десятилетие показало рекордный рост (+ 215,7%) и с тех пор число горожан неуклонно росло.

## География
Хайленд расположен в 65 милях к востоку от центра Лос-Анджелеса и примерно в 50 милях к западу от города Палм-Спрингс в округе Риверсайд, Калифорния на высоте около 400 метров над уровнем моря.
Согласно данным представленным Бюро переписи населения США общая площадь города составляет 18,67 квадратных мили (48,34 км2) из которых 18,57 квадратных мили (48,1 км2) занимает суша и 0,09 квадратных мили (0,24 км2 или 0.71%) приходится на водную поверхность.